# 써티 데이즈 오브 나이트
《써티 데이즈 오브 나이트》(영어: 30 Days of Night)는 2007년 공개된 미국의 공포 영화이다.

## 출연
- 조시 하트넷
- 멀리사 조지
- 대니 휴스턴
- 벤 포스터
- 마크 분 주니어
- 마크 렌들
- 앰버 세인즈버리
- 마누 베넷
- 메건 프래니치

## 기타 제작진
- 공동 제작: 테드 애덤스, 클로이 스미스
- 배역: 메리 버뉴
- 미술: 폴 D. 오스터베리
- 의상: 제인 홀랜드